# Psammocyclops excellens
Psammocyclops excellens is een eenoogkreeftjessoort uit de familie van de Cyclopidae. De wetenschappelijke naam van de soort is voor het eerst geldig gepubliceerd in 1955 door Kiefer.